# Call Screening
Call Screening — цифровой телефонный сервис, защищающий абонентов от телефонного спама автоинформаторов. Представляет собой цифровой автоответчик, работающий почти так же, как обычная голосовая почта, и записывающий входящее сообщение. Но абонент может слышать позвонившего в процессе воспроизведения приветствия и записи входящего сообщения, и, опционально, ответить ему. Часто работу сервиса Call Screening можно наблюдать в голливудских фильмах.
В последующем развитии этого сервиса телефонные станции различают входящие звонки по Caller ID и, в соответствии с преференциями, разрешают соединение с голосовым уведомлением абоненту о том, кто именно звонит, или сообщают позвонившему о недоступности абонента (сервис «Не беспокоить» / DoNotDisturb / DND).